# ولورین (فیلم ۲۰۱۳)
ولورین (به انگلیسی: The Wolverine) یک فیلم ابرقهرمانی آمریکایی محصول سال ۲۰۱۳ به کارگردانی جیمز منگولد و نویسندگی مارک بامبک و اسکات فرانک است که بر اساس شخصیت ولورین برگرفته از کمیک‌های مارول کامیکس ساخته شده‌است. این فیلم ششمین قسمت در سری فیلم‌های مردان ایکس محسوب می‌شود و پس از خاستگاه مردان ایکس: ولورین در سال ۲۰۰۹، دومین فیلمی است که به‌طور اختصاصی به جزئیات حول محور شخصیت ولورین می‌پردازد. قسمت سوم سری فیلم ولورین که حول جریان زندگی این شخصیت می‌پردازد در سال ۲۰۱۷ با نام لوگان اکران شد.

## خلاصه داستان
در آگوست ۱۹۴۵، لوگن (ولورین) به‌عنوان اسیر جنگی در اردوگاهی نزدیک ناگازاکی زندانی است. هنگام بمباران اتمی شهر، او یک افسر ژاپنی به نام «ایچیرو یاشیدا» را با بدن خود از انفجار محافظت می‌کند و جانش را نجات می‌دهد.
سال‌ها بعد، لوگن در انزوا و دور از اجتماع در جنگل‌های یوکان زندگی می‌کند. او دچار کابوس‌هایی از ژان گری، زنی که ناچار شد برای نجات دنیا او را بکشد، شده است. تا اینکه دختری مرموز به نام «یوکیو» که توانایی دیدن مرگ افراد را دارد، به سراغش می‌آید. او از طرف همان افسر ژاپنی، یاشیدا که حالا رئیس یک شرکت عظیم فناوری در ژاپن شده و در بستر مرگ است، آمده است. یاشیدا از لوگن می‌خواهد تا به ژاپن بیاید تا بتواند دِین خود را ادا کند.
لوگن در توکیو با پسر یاشیدا، «شینگن» و نوه‌اش «ماریکو» آشنا می‌شود. یاشیدا به لوگن پیشنهاد می‌دهد که توانایی درمان زخم‌ها و عمر طولانی‌اش را به او منتقل کند تا خود زنده بماند و لوگن نیز از این «نفرین جاودانگی» رها شود. لوگن که این قدرت را جزئی از ذات خود می‌داند، رد می‌کند. همان شب، دکتر شخصی یاشیدا به نام «دکتر گرین» به‌صورت پنهانی سمی به بدن لوگن وارد می‌کند، اما او آن را کابوس می‌پندارد.
صبح روز بعد، یاشیدا درگذشته است. در مراسم تشییع، اعضای یاکوزا (مافیا ژاپن) برای ربودن ماریکو وارد عمل می‌شوند. لوگن که زخم‌برداشته، با سرعتی کندتر از همیشه، همراه ماریکو فرار می‌کند. پس از درگیری شدید در قطار گلوله‌ای و مخفی شدن در یک هتل، رابطه‌ای عاطفی میان آن‌ها شکل می‌گیرد. هم‌زمان، یوکیو که آینده مرگ لوگن را دیده، به سراغش می‌رود. اما پیش از رسیدن او، ماریکو توسط یاکوزا ربوده می‌شود.
لوگن و یوکیو پس از بازجویی از ربایندگان، به «نوبورو موری»، نامزد فاسد ماریکو و وزیر دادگستری، می‌رسند. موری اعتراف می‌کند که با شینگن برای ربودن ماریکو تبانی کرده، چون یاشیدا کنترل شرکت را به نوه‌اش داده بود نه پسرش.
در عمارت خانوادگی، نینجاهایی به رهبری محافظ سابق یاشیدا، «هارادا»، ماریکو را می‌ربایند. لوگن و یوکیو با استفاده از دستگاه اشعه ایکس متوجه می‌شوند که یک انگل رباتیک به قلب لوگن چسبیده و مانع از بازسازی زخم‌هایش می‌شود. لوگن، علی‌رغم درد شدید، دستگاه را از قلبش جدا می‌کند. در میانه عمل، شینگن به آن‌ها حمله می‌کند، اما یوکیو او را مشغول نگه می‌دارد تا لوگن توانش را بازیابد و در نهایت شینگن را می‌کشد.
لوگن برای نجات ماریکو به زادگاه یاشیدا می‌رود اما توسط نینجاها دستگیر می‌شود. دکتر گرین در آنجا قصد دارد توانایی ترمیم‌پذیری بدن او را استخراج کند. در این میان، او موجودی عظیم‌الجثه با زرهی الکترومکانیکی به نام «سامورایی نقره‌ای» را معرفی می‌کند که از شمشیرهای آدامانتیومی بهره می‌برد. ماریکو از چنگ هارادا می‌گریزد و لوگن را آزاد می‌کند. هارادا که متوجه اشتباهش شده، در حین کمک به فرار لوگن کشته می‌شود.
در این حین، یوکیو موفق می‌شود دکتر گرین را از بین ببرد. در مبارزه نهایی، سامورایی نقره‌ای، چنگال‌های آدامانتیومی لوگن را قطع کرده و شروع به استخراج قدرت‌هایش می‌کند. معلوم می‌شود این سامورایی در حقیقت یاشیداست که مرگش را جعل کرده و به دنبال جاودانگی است. او پس از بازیابی جوانی‌اش، می‌خواهد لوگن را از هستی تهی کند، اما ماریکو با استفاده از چنگال‌های قطع‌شده به یاشیدا حمله کرده و او را متوقف می‌کند. لوگن با بازیابی چنگال‌های استخوانی طبیعی‌اش، یاشیدا را می‌کشد.
در پایان، لوگن پس از خداحافظی با ماریکو که حالا رئیس جدید شرکت شده، ژاپن را ترک می‌کند. یوکیو نیز به عنوان همراه و محافظش با او همراه می‌شود.
دو سال بعد، لوگن به آمریکا بازمی‌گردد. در فرودگاه، او با چارلز اگزاویه و اریک لِنشر (مگنیتو) مواجه می‌شود که درباره تهدید بزرگی از سوی انسان‌ها که می‌تواند موجب نابودی نسل جهش‌یافته‌ها شود، به او هشدار می‌دهند.

## بازیگران
- هیو جکمن در نقش لوگن / ولورین
- تائو اوکاموتو در نقش ماریکو یاشیدا
- هیرویوکی سانادا در نقش شینگن یاشیدا
- ریلا فوکوشیما در نقش یوکیو
- فامکه یانسن در نقش جین گری
- ویل یان لی در نقش هارادا
- سوتلانا خودچنکووا در نقش دکتر گرین / وایپر
- هاروهیکو یامانوچی در نقش یاشیدا، پدر شینگن
- برایان تی در نقش نوبورو موری

علاوه بر این، پاتریک استوارت و ایان مک‌کلن حضوری تک‌جلوه در نقش شخصیت‌های چارلزاگزاویه / پروفسور ایکس و اریک لِنشِر / مگنیتو در انتهای فیلم داشتند.